# Pia Pera
Pia Pera (Lucca, 12 de março de 1956 — Lucca, 26 de julho de 2016) foi uma romancista, ensaísta, e tradutora italiana.

## Biografia
Nascida em Lucca, a filha do jurista Giuseppe, uma notada tradutora de Pushkin para italiano, Pera começou sua própria carreira de escritora em 1992, com a coleção de contos La bellezza dell'asino ("The Beauty of the Donkey"). Ela teve notoriedade internacional com seu romance de 1995 Lo's Diary (em italiano:  Diario di Lo), um reconto do romance Lolita de Vladimir Nabokov do ponto de vista da personagem-título feminina. Em anos mais tarde ela se especializou em romances conectados em sua paixão por jardinagem.
Pera foi também uma tradutora de romances russos e uma ensaísta. Ela foi uma professora de literatura russa na Universidade de Trento. Sua última obra foi o romance autobiográfico Al giardino ancora non l’ho detto ("I still have not told it to the garden").
Pera morreu aos 60 anos de idade de doença do neurônio motor.